# Новиков, Александр Владимирович
Александр Владимирович Новиков (24 сентября 1959, с. Кыштовка, Новосибирская область — 6 июня 2022, Новосибирск) — советский и российский экономист, доктор экономических наук (1999). Ректор Новосибирского государственного университета экономики и управления (2014—2020), президент Новосибирского государственного университета экономики и управления (2021—2022), профессор.

## Биография
Александр Владимирович Новиков родился в 1959 году.
В 1982 окончил экономический факультет Новосибирского государственного университета. До 1984 работал в Институте экономики и организации промышленного производства (ИЭиОПП) СО АН СССР, поступил в заочную аспирантуру ИЭиОПП.
Далее работал в Новосибирском обкоме комсомола. С 1991 по 1999 занимал пост президента Сибирской фондовой биржи.
В 1999 защитил диссертацию на соискание ученой степени доктора экономических наук, стал заведующим кафедрой ценных бумаг НГУЭУ. В 2010 году занял должность заведующего научно-исследовательской лабораторией «Финансовая экономика» Сибирской академии финансов и банковского дела, являлся директором Современной Бизнес-Академии «НОВА» (Новосибирск).
С 2014 года по декабрь 2020 года — ректор Новосибирского государственного университета экономики и управления. С 15 февраля 2021 года — президент Новосибирского государственного университета экономики и управления.
Скоропостижно скончался 6 июня 2022 года на 63-м году жизни. Похоронен на Южном кладбище Новосибирска (квартал У).